# Игор Гмитровић
Игор Гмитровић (Зајечар, СРЈ, 22. фебруар 1996) је српски певач поп-фолк музике.

## Биографија
Игор Гмитровић рођен је 22. фебруара 1996. године у Зајечару. Учесник је музичког такмичења Звезде Гранда у сезони 2015/16, где је стигао до финала.

## Дискографија

### ЕP (мини албум)
- 2014. Пожури[3]

### Синглови
- 2016. Лаж (дует са Лима Паун)
- 2017. Извор љубави
- 2018. Анђеле
- 2019. Невоља
- 2019. Најслађе
- 2021. Иста си
- 2022. Ради ме
- 2023. Пустиња
- 2024. Име њено